# Franke Sloothaak

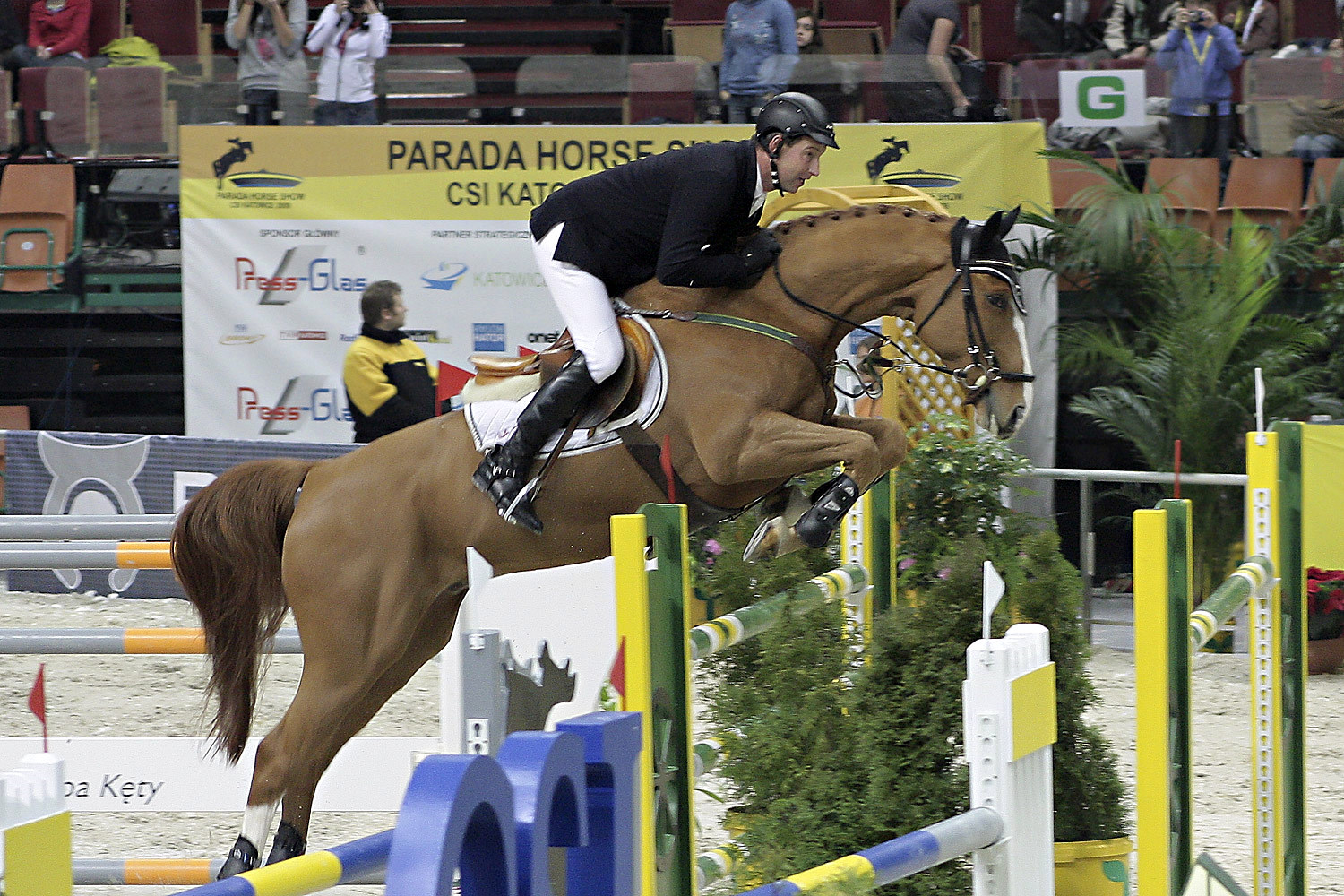
CSI Katowice, 2009

Franke Sloothaak (Heerenveen, 2 februari 1958) is een Duits-Nederlands springruiter.
Sloothaak begon als 10-jarige jongen op pony’s met de ruitersport en behaalde al snel zijn eerste successen. Op 14-jarige leeftijd behoorde hij bij de Nederlandse equipe die op de Europese kampioenschappen voor junioren de zilveren medaille veroverde.
Toen hij 18 was ging hij bij de Duitse olympisch kampioen van 1976 Alwin Schockemöhle in de leer. In 1979 werd hij Duits staatsburger en twee jaar later behaalde hij op Argonaut voor de eerste keer de Duitse kampioenstitel.
Van 1996 tot 2011 had hij zijn eigen stal in Borgholzhausen. Hij is vader van twee kinderen.

## Hoogtepunten
Olympische Spelen
- 1984 in Los Angeles: bronzen medaille (team) met Farmer
- 1988 in Seoel: gouden medaille (team) met Walzerkönig
- 1996 in Atlanta: gouden medaille (team) op Joly Coeur

Wereldkampioenschappen
- 1994 in Den Haag: gouden medaille (team) en een gouden medaille individueel met Weihaiwej
- 1998 in Rome: gouden medaille (team) en een zilveren medaille individueel met Joly Coeur

Europese kampioenschappen
- 1985 in Dinard: bronzen medaille met zijn team
- 1991 in La Baule: zilveren medaille met Walzerkönig

Overig
- 3x Duits kampioen (1981, 1989, 1991)
- 1x winnaar in de Grote prijs van Aken (1989 met Walzerkönig)
- 1x winnaar van Deutschen Springderby in Hamburg (2001 met Landdame)